# Party Rock Anthem
«Party Rock Anthem» —en español: «Himno de fiesta rock»— es una canción interpretada por la banda estadounidense de electro hop LMFAO, integrado por Stefan Kendal Gordy y Skyler Gordy, y con los cantantes Lauren Bennett y GoonRock. Fue lanzado como el primer sencillo de su segundo álbum, Sorry for Party Rocking en 2010. El sencillo estuvo en el puesto número 1 en Australia, Bélgica, Brasil, Canadá, Dinamarca, Francia, Alemania, Argentina, Irlanda, Nueva Zelanda, Suiza, Reino Unido, España y Estados Unidos. También ocupó los cinco primeros puestos en Noruega e Italia.
Permaneció once semanas en el puesto número 1 en Nueva Zelanda y diez semanas en Australia. Fue el sencillo de más larga duración en el puesto número 1 en Nueva Zelanda desde Smashproof con su canción «Brother» en 2009, vendiendo más de 45.000 copias, mientras que en Australia, llegó a ser el número uno de mayor duración desde «I Wish I Was a Punk Rocker (With Flowers in My Hair)» por Sandi Thom en 2006 y el sencillo más vendido en 2010.
Ha vendido más de 3.112.000 en descargas digitales y alcanzó el número 1 en los Estados Unidos durante seis semanas consecutivas, empatando con Lady Gaga, con su sencillo «Born This Way». Para la segunda semana estuvo en los primeros puestos en Billboard Hot 100.
El día 2 de septiembre del 2013 la revista Billboard publicó su lista Hot 100 55th Anniversary: The All-Time Top 100 Songs donde se ubicó en la posición n.º 5.

## Video
El video continua la historia de «Sorry For Party Rocking»; al principio del video se dice que Redfoo y Skyblu cayeron en coma después de una excesiva fiesta roquera, también que al día siguiente fue revelada la canción «Party Rock Anthem» al mundo, acto seguido aparece una leyenda que dice: «28 days later» —«28 días después» en español—. El video comienza y aparecen Redfoo y Skyblu en un hospital (al que se los llevan en «Sorry for Party Rocking») despertando del coma, al salir se encuentran la ciudad completamente desolada, al intentar hablar con una persona que oye la canción, un hombre los empuja escondiéndolos detrás de un coche, el cual les dice que en cuanto la canción fue lanzada todo el mundo se convirtió en una especie de «Shuffle Zombies», en eso suena la canción y el hombre les da unos auriculares especiales para no oír y les dice que sigan la corriente (o sea que se pongan a bailar), después de ver como un joven es transformado en zombi al ser rodeado por todos, Redfoo y Skyblu hacen caso a lo que les dijo el hombre y se ponen a bailar hasta el final del video.
Durante el transcurso Redfoo y Sky Blu van cantando la canción y bailando al modo caminando en la orilla de la calle, de repente ven que están emboscados, hay una pausa, y luego dicen la frase «Everyday I'm shufflin'». Después, el vídeo comienza a transcurrir tanto de día como de noche, donde improvisa Lauren Bennett.
Al final del video aparece nuevamente la frase «Everyday I'm shufflin'».
El video cuenta con más de tres mil millones de visitas en YouTube y está en el puesto número 10 de los más vistos de la misma página.
El video ha causado mucho revuelo en internet, motivando a los internautas a aprender su «baile», llamado Shuffle.

## Formatos
- Descarga digital[5]

1. «Party Rock Anthem» – 4:23

- Sencillo en CD[6]

1. «Party Rock Anthem» (Versión del álbum) – 4:23
2. «Party Rock Anthem» (Remix Audiobot) – 6:01

- Remixes

1. «Party Rock Anthem» (Wideboys Radio Edit) – 3:25
2. «Party Rock Anthem» (Club Mix de Wideboys) - 5:49
3. «Party Rock Anthem» (Radio Edit de Christopher Lawrence) - 3:38
4. «Party Rock Anthem» (Club Mix de Christopher Lawrence) - 7:11
5. «Party Rock Anthem» (Russ Chimes Dub) - 6:25
6. «Party Rock Anthem» (Remix de Alesso Remix) - 5:49
7. «Party Rock Anthem» (Radio Edit de Benny Benassi) - 3:36
8. «Party Rock Anthem» (Club Mix de Benny Benassi) - 6:17
9. «Party Rock Anthem» (Dub Remix de Benny Benassi) - 6:01
10. «Party Rock Anthem» (Audiobot Remix) - 6:01
11. «Party Rock Anthem» (Bomber Remix de Cherry Cherry Boom Boom) - 4:02
12. «Party Rock Anthem» (Remix de DJ Enferno) - 4:52
13. «Party Rock Anthem» (Remix de Kim Fai) - 6:53
14. «Party Rock Anthem» (Dubstep Remix Millions Like Us Dubstep) - 4:38

## Posicionamiento en listas y certificaciones
| Listas (2011–2013)                       | Mejor posición |
| ---------------------------------------- | -------------- |
| Alemania (Media Control AG)              | 1              |
| Australia (ARIA)                         | 1              |
| Austria (Ö3 Austria Top 40)              | 1              |
| Bélgica (Flandes) (Ultratop 50)          | 1              |
| Bélgica (Valonia) (Ultratop 50)          | 2              |
| Brasil (Billboard Hot Pop & Popular)     | 1              |
| Canadá (Canadian Hot 100)                | 1              |
| República Checa (Rádio Top 100)          | 1              |
| Corea del Sur (GAON International Chart) | 2              |
| Dinamarca (Tracklisten)                  | 1              |
| Escocia (Scottish Singles Chart)         | 1              |
| España (Top 100 Canciones)               | 7              |
| Eslovaquia (Rádio Top 100)               | 1              |
| Estados Unidos (Billboard Hot 100)       | 1              |
| Estados Unidos (Adult Pop Songs)         | 15             |
| Estados Unidos (Hot Dance Club Songs)    | 2              |
| Estados Unidos (Hot R&B/Hip-Hop Songs)   | 79             |
| Estados Unidos (Latin Songs)             | 6              |
| Estados Unidos (Latin Pop Songs)         | 6              |
| Estados Unidos (Mainstream Top 40)       | 1              |
| Estados Unidos (Rap Songs)               | 4              |
| Estados Unidos (Rhythmic)                | 1              |
| Estados Unidos (Tropical Songs)          | 12             |
| Finlandia (OFC)                          | 5              |
| Francia (SNEP)                           | 1              |
| Hungría (Rádiós Top 40)                  | 1              |
| Irlanda (IRMA)                           | 1              |
| Italia (FIMI)                            | 5              |
| Japón (Japan Hot 100)                    | 9              |
| Noruega (VG-lista)                       | 3              |
| Nueva Zelanda (Recorded Music NZ)        | 1              |
| Países Bajos (Dutch Top 40)              | 9              |
| Polonia (Dance Top 50)                   | 4              |
| Reino Unido (UK Singles Chart)           | 1              |
| Reino Unido (UK Dance Chart)             | 1              |
| Suecia (Sverigetopplistan)               | 3              |
| Suiza (Schweizer Hitparade)              | 1              |

| País           | Organismo certificador | Certificación | Ref.   |
| -------------- | ---------------------- | ------------- | ------ |
| Alemania       | BVMI                   | 2× Platino    | [ 39 ] |
| Australia      | ARIA                   | 15× Platino   | [ 40 ] |
| Bélgica        | BEA                    | Platino       | [ 41 ] |
| Canadá         | Music Canada           | 6× Platino    | [ 42 ] |
| Dinamarca      | IFPI (Dinamarca)       | Platino       | [ 43 ] |
| España         | PROMUSICAE             | Oro           | [ 44 ] |
| Estados Unidos | RIAA                   | Diamante      | [ 45 ] |
| Francia        | SNEP                   | Platino       | [ 46 ] |
| Italia         | FIMI                   | 2× Platino    | [ 47 ] |
| Japón          | RIAJ                   | Oro           | [ 48 ] |
| Nueva Zelanda  | RMNZ                   | 4× Platino    | [ 49 ] |
| Reino Unido    | BPI                    | 3× Platino    | [ 50 ] |
| Suecia         | GLF                    | 3× Platino    | [ 51 ] |
| Suiza          | IFPI (Suiza)           | 3× Platino    | [ 52 ] |

## En la cultura popular
La estación de radio de Canadá HOT 103 de Winnipeg ha difundido una versión de la canción con letras modificadas que se refieren a Winnipeg y estrellas del deporte local.
The Washington Capitals de la NHL se utiliza para una de sus canciones meta cuando los capitales anotar. Bravos de Atlanta, el segunda base Dan Uggla lo utiliza como su turno al bate de música.
El 23 de octubre de 2012, el elenco de The Big Bang Theory hizo un flashmob durante la grabación en vivo de un episodio con la canción, así como otros.
En la Teletón 2011, el elenco de Calle 7 y Yingo hicieron el mashup de Gangnam Style de PSY, We Found Love de Rihanna con Calvin Harris, Danza kuduro de Don Omar con Lucenzo, Adiccted To You de Shakira, Corazón sin cara de Prince Royce, Starships de Nicki Minaj, Inténtalo de 3BallMTY, entre otros.
Durante los disturbios públicos en Turquía de 2013, la canción se utiliza el término neologismo «Chapulling», con el coro diciendo «Everyday I'm chapulling». El video fue hecho usando las imágenes de protesta subidos en YouTube.